# Marumba sperchius
Marumba sperchius is een vlinder uit de familie van de pijlstaarten (Sphingidae). De wetenschappelijke naam van de soort werd in 1857 gepubliceerd door Édouard Ménétries.

## Beschrijving

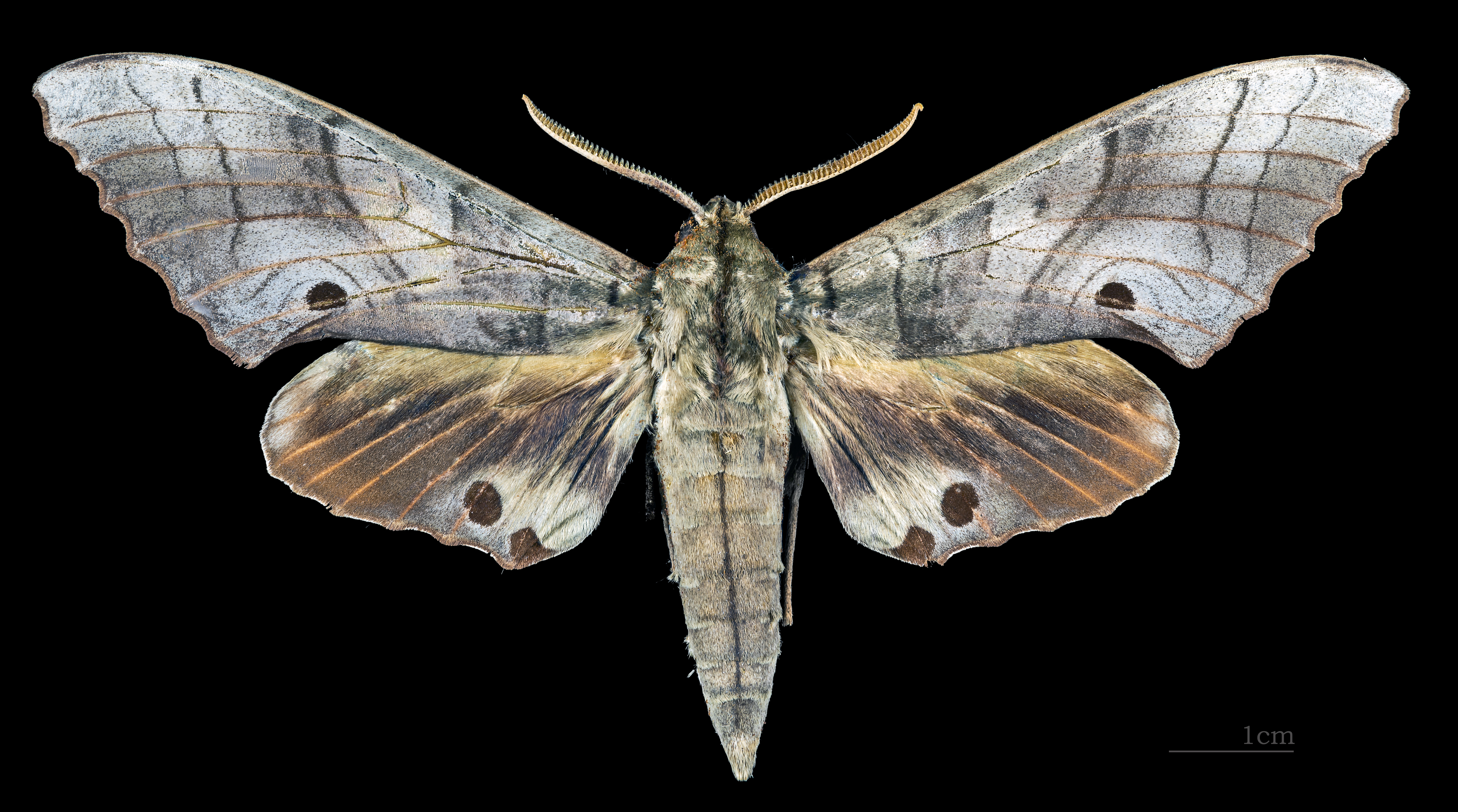
♂
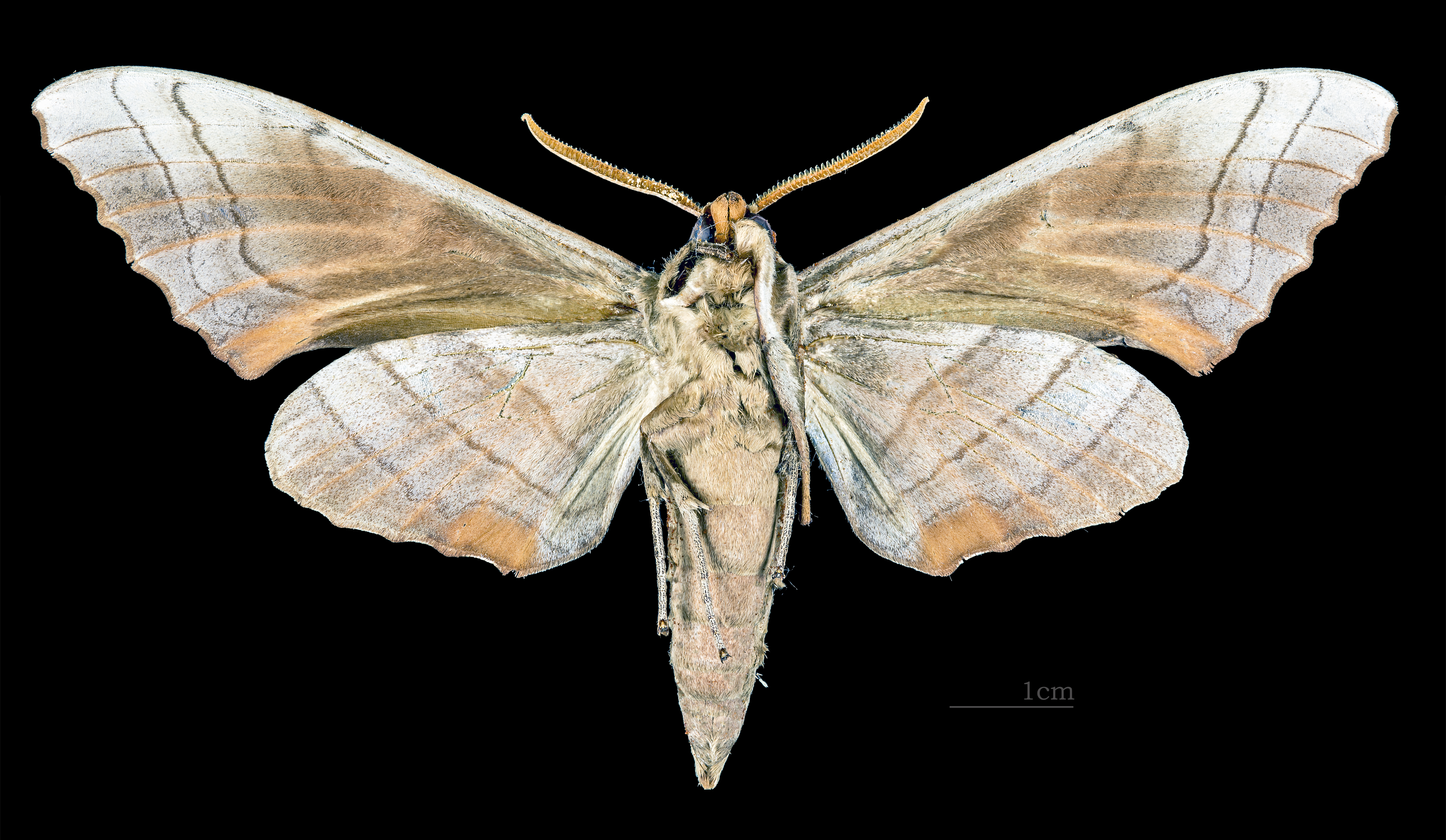
♂ △
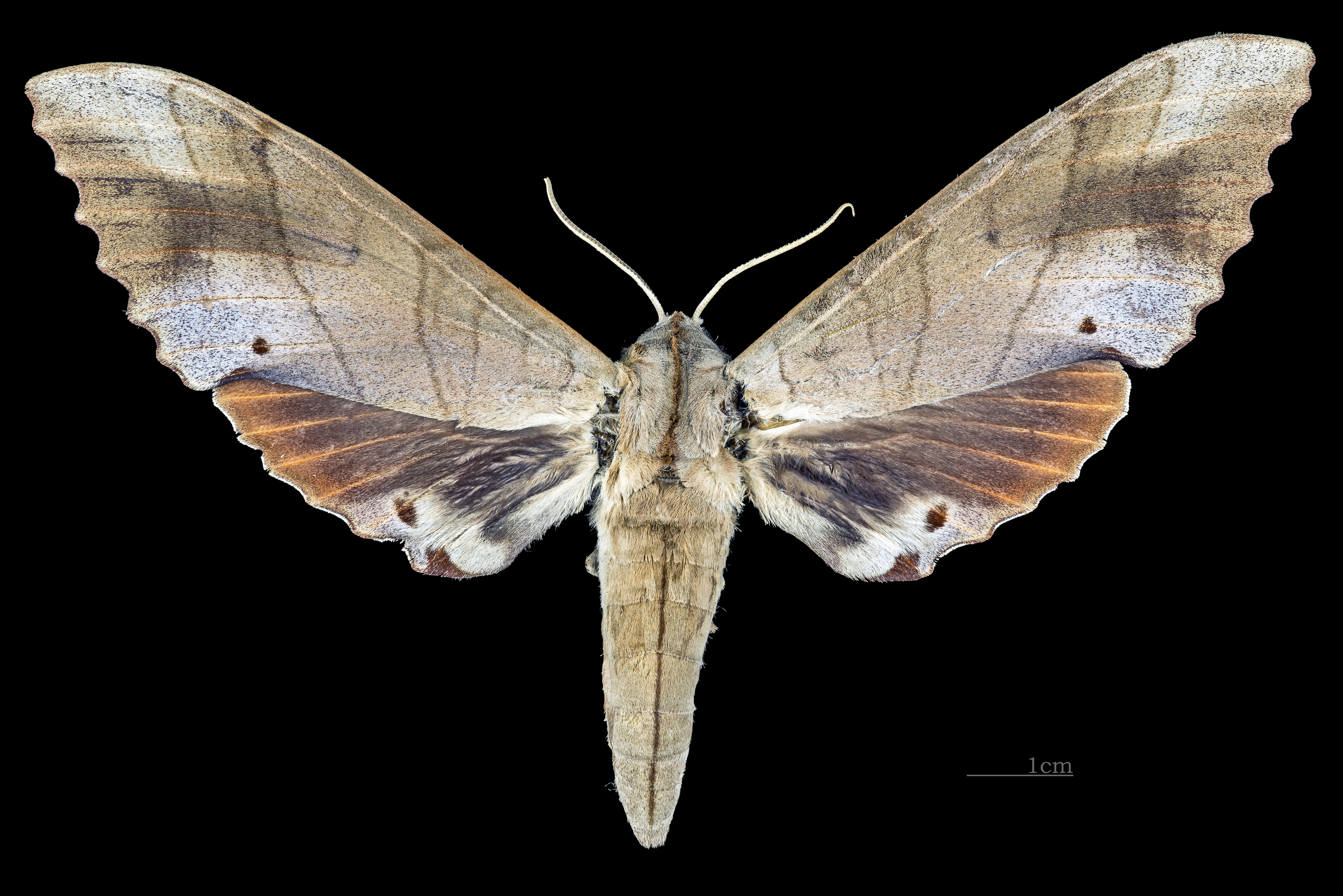
♀
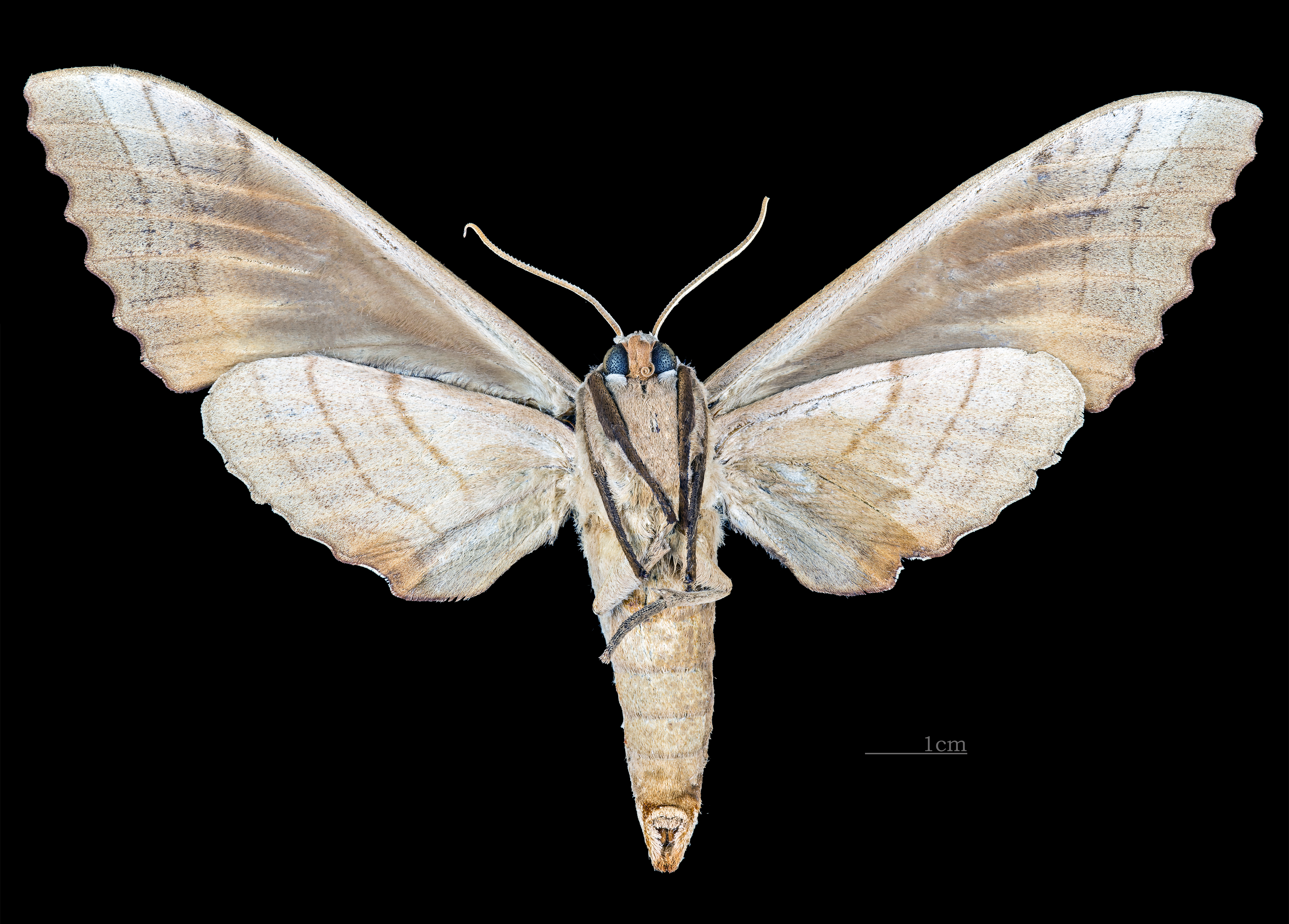
♀ △